# Phaonia palpata
Phaonia palpata este o specie de muște din genul Phaonia, familia Muscidae. A fost descrisă pentru prima dată de Stein în anul 1897. Conform Catalogue of Life specia Phaonia palpata nu are subspecii cunoscute.